# Fuzzy Thurston
(en) Statistiques sur pro-football-reference
Frederick Charles Thurston (né le 29 décembre 1933 à Altoona et mort le 14 décembre 2014 à Green Bay) est un joueur américain de football américain.

## Enfance
Thurston fait ses études à la Altoona High School et évolue dans l'équipe de basket-ball de son lycée, l'établissement n'ayant pas de section football américain,.

## Carrière

### Université
Il reçoit une bourse à l'université Valparaiso pour évoluer dans l'équipe de basket-ball des Crusaders. En 1964, Thurston commence à jouer dans l'équipe de football américain et fait deux très bonnes saisons comme joueur de ligne offensive, recevant, à deux reprises, le titre d'All-American.

### Professionnel
Fuzzy Thurston est sélectionné au cinquième tour de la draft 1956 de la NFL par les Eagles de Philadelphie au cinquante-quatrième choix. Néanmoins, il est résilié neuf jours avant le début de la saison 1956 et en profite pour faire son service militaire à l'US Army, intégrant notamment l'équipe de football militaire de Fort Sam Houston et ensuite celle du Brooke Army Medical Center, un hôpital situé sur le camp militaire.
Alors qu'il est encore à Fort Sam, Thurston est signé par les Bears de Chicago, en septembre 1957, pour préparer la prochaine saison mais il ne fait aucun match avec cette franchise, étant remercié avant le début du championnat. Les Eagles reviennent vers lui mais là encore, il n'est pas conservé dans l'effectif final et alors qu'il réfléchit à jouer chez les Blue Bombers de Winnipeg en Ligue canadienne de football, le guard s'engage avec les Colts de Baltimore, disputant quatre matchs comme remplaçant et remportant le championnat NFL 1958.
En novembre 1959, Thurston est échangé aux Packers de Green Bay contre Marv Matuszak et s'impose tout de suite au poste de guard sur l'aile gauche. Green Bay remporte trois championnats NFL et les deux premiers Super Bowl avec Thurston en joueur indiscutable de la ligne offensive, devant s'absenter sept matchs seulement lors de la saison 1964 du fait de soucis à l'épaule. L'année d'après, Thurston est mis sur le banc, Vince Lombardi préférant Forrest Gregg comme guard gauche ou encore Steve Wright dans la ligne offensive avant de revenir comme titulaire en 1966. Néanmoins, la dernière saison professionnelle de Thurston le voit être relégué derrière Gale Gillingham et il prend sa retraite en juillet 1968.
Fuzzy Thurston est introduit au Temple de la renommée des Packers de Green Bay en 1975. Il meurt le 14 décembre 2014 d'un cancer du foie.